# مالتي فيرسيز
مالتي فيرسيز (بالإنجليزية: MultiVersus)‏ هي لعبة فيديو مجانية قتال نشرتها شركة وارنر برذرز إنترآكتيف إنترتيمنت.من المقرر إصدار اللعبة على أجهزة مايكروسوفت ويندوز،بلاي ستيشن 5،إكس بوكس سيريس إكس وسيريس أس،بلاي ستيشن 4 وإكس بوكس ون في 2022.